# Choi Min-ho
Choi Min-ho (in coreano: 최민호) (Gimcheon, 18 agosto 1980) è un judoka sudcoreano, che partecipò sia ai Giochi olimpici del 2004 che a quelli del 2008 nella categoria fino a 60 kg.
Alle Olimpiadi del 2008 si aggiudicò tutti e 5 gli incontri per ippon, sconfiggendo nella finale per la medaglia d'oro il campione europeo Ludwig Paischer.

## Palmarès
- Giochi olimpici

2004 - Atene: bronzo nei 60 kg.
2008 - Pechino: oro nei 60 kg.
- Campionati mondiali di judo

2003 - Osaka: oro nei 60 kg.
2007 - Rio de Janeiro: bronzo nei 60 kg.
- Giochi asiatici

2002 - Pusan: bronzo nei 60 kg.
- Campionati asiatici di judo

2001 - Ulan Bator: argento nei 60 kg.
2007 - Al Kuwait: bronzo nei 60 kg.